# Oreocharis maximowiczii
Oreocharis maximowiczii är en tvåhjärtbladig växtart som beskrevs av Charles Baron Clarke. Oreocharis maximowiczii ingår i släktet Oreocharis och familjen Gesneriaceae. Inga underarter finns listade i Catalogue of Life.